# Лубкі (Люблінське воєводство)
Лубкі (пол. Łubki) — село в Польщі, у гміні Войцехув Люблінського повіту Люблінського воєводства.
Населення — 189 осіб (2011).

## Демографія
Демографічна структура станом на 31 березня 2011 року:
|          | Загалом | Допрацездатний вік | Працездатний вік | Постпрацездатний вік |
| -------- | ------- | ------------------ | ---------------- | -------------------- |
| Чоловіки | 94      | 12                 | 68               | 14                   |
| Жінки    | 95      | 18                 | 52               | 25                   |
| Разом    | 189     | 30                 | 120              | 39                   |